# Calimete
Calimete är en kommunhuvudort i Kuba.   Den ligger i provinsen Matanzas, i den västra delen av landet, 160 km öster om huvudstaden Havanna. Calimete ligger 26 meter över havet och antalet invånare är 23 255.
Terrängen runt Calimete är platt. Runt Calimete är det ganska glesbefolkat, med 45 invånare per kvadratkilometer. Närmaste större samhälle är Aguada de Pasajeros, 17,8 km söder om Calimete. Trakten runt Calimete består till största delen av jordbruksmark.